# 东岙山徐桴旧居
29°51′25.5″N 121°48′52.8″E / 29.857083°N 121.814667°E
东岙山徐桴旧居，又名塔峙圃，是金融家徐圣禅在中国浙江省宁波市北仑区境内的一座故居。旧居位于大碶街道东岙山村东岙自然村姚家东南侧，建于民国时期，2015年2月被列入北仑区文物保护单位。旧居自2014年起作为塔峙圃票证博物馆开放。

## 历史

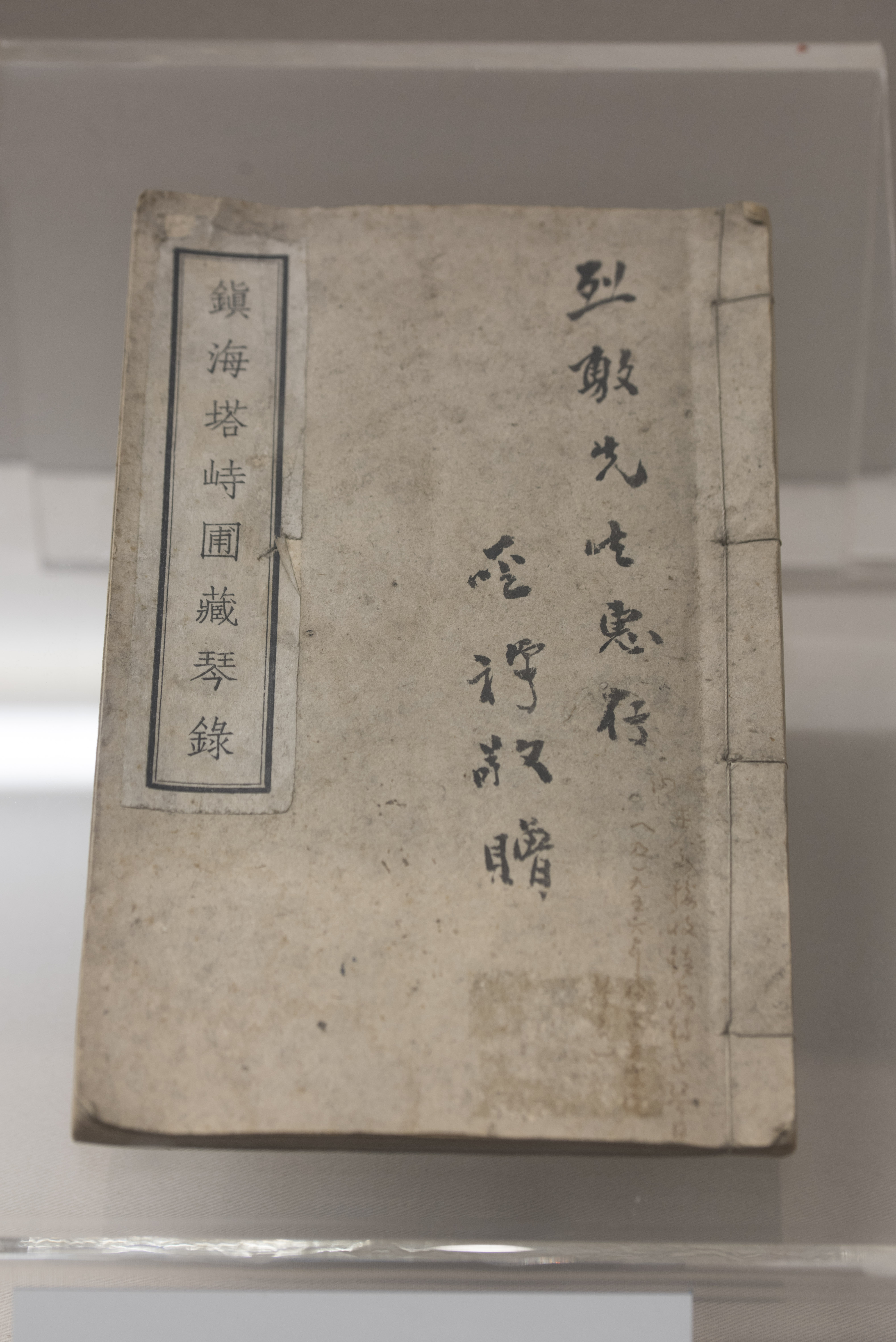
徐圣禅著《镇海塔峙圃藏琴录》

徐圣禅本名徐桴，浙江镇海县小港顾家桥村（今属北仑区小港街道）人。早年加入同盟会，后曾任黄埔军校秘书、政治教官，北伐期间曾担任军需长，此后任浙江省财政厅厅长，并曾从事金融业，担任多家银行董事职务，在家乡捐助过枫林小学和庄市同义医院。1949年去台湾后，曾担任台北宁波同乡会名誉理事长。
塔峙圃是徐圣禅建于塔峙东岙山准备用于养老的房屋。徐圣禅曾通过同乡虞和钦促成，从琴家杨宗稷手中购得21床古琴，其中包括杨宗稷最喜爱的彩凤鸣岐和来凰。抗日战争结束后，这批古琴保存完整。徐圣禅曾作有《镇海塔峙圃藏琴录》，记载对这批古琴的收藏，并计划在隐退后在此“依山结庐，栽植花木，凿池作亭，一琴一鹤，藉以度置”，但这一愿望并未实现。1949年徐圣禅前往台湾后，塔峙圃被作为地主房屋重新分配，古琴也被镇海县文化馆收藏，后转至浙江省博物馆。此后建筑遭到破坏，后由文物部门修复部分建筑，于2014年改为塔峙圃票证博物馆对外开放。

## 建筑
东岙山徐桴旧居占地面积2499平方米，正门面向西面，周有高墙。主体建筑原为两幢西式主楼，均为面阔三间的两层楼房，现仅存北侧一幢，东北有观景台。朝南原有两间传统民居式样的平屋，现同样仅存一幢。北侧有私家庭院，现存荷花池。

## 保护
2010年，东岙山徐桴旧居被列入北仑区文物保护点，2015年2月升格为北仑区文物保护单位。2012年至2013年间，北仑区文物部门曾对建筑进行修缮。

## 图片

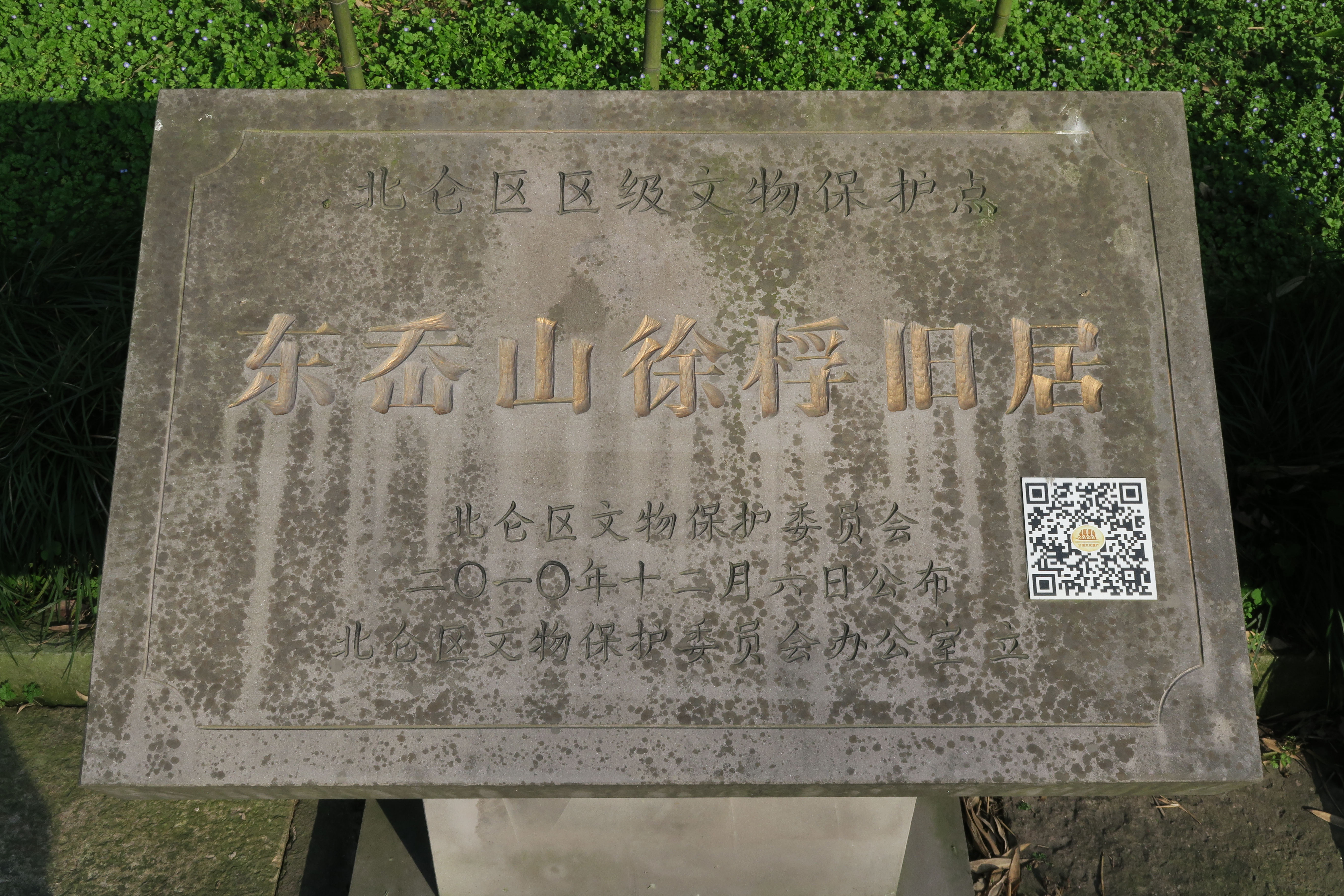
文保标志
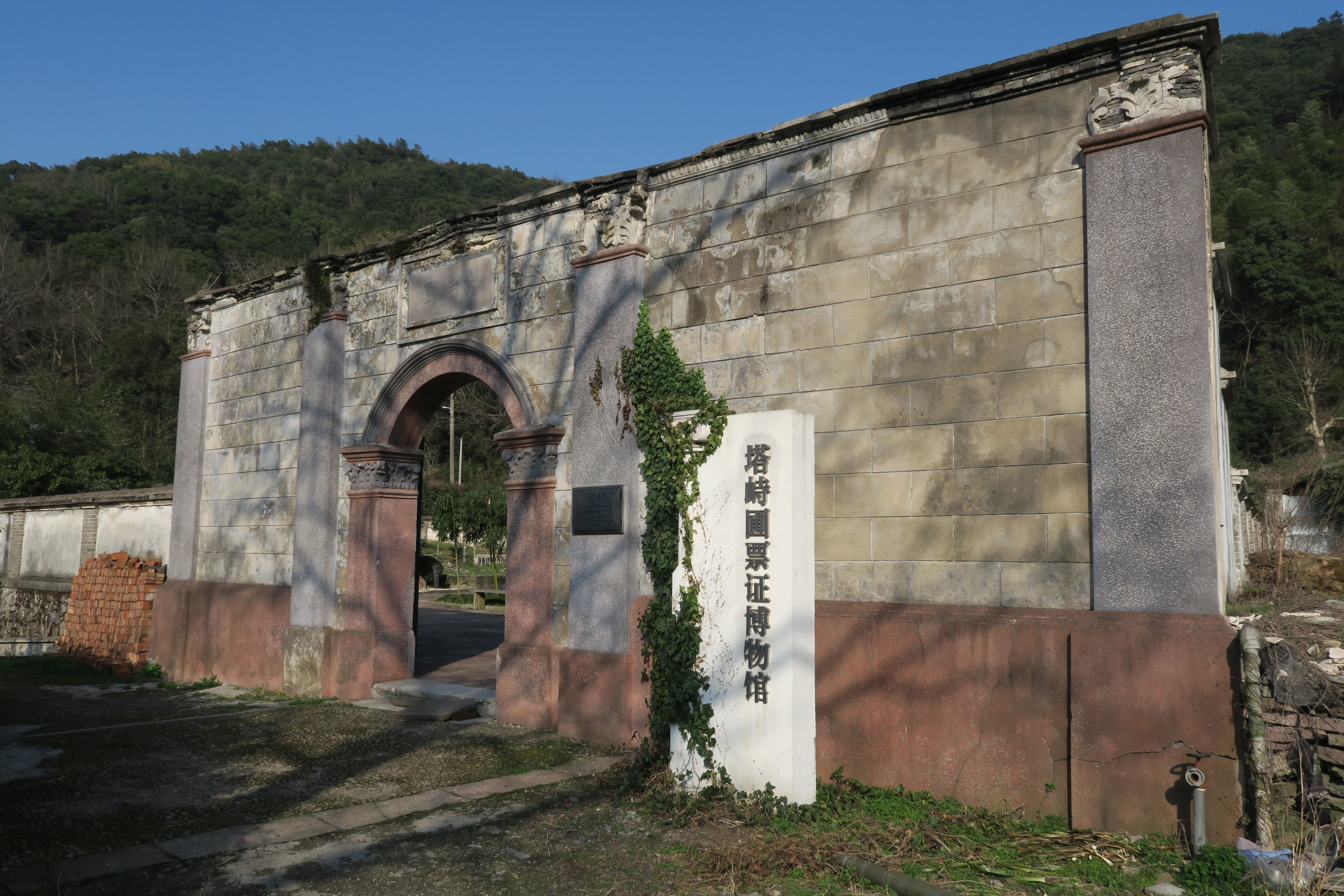
正门
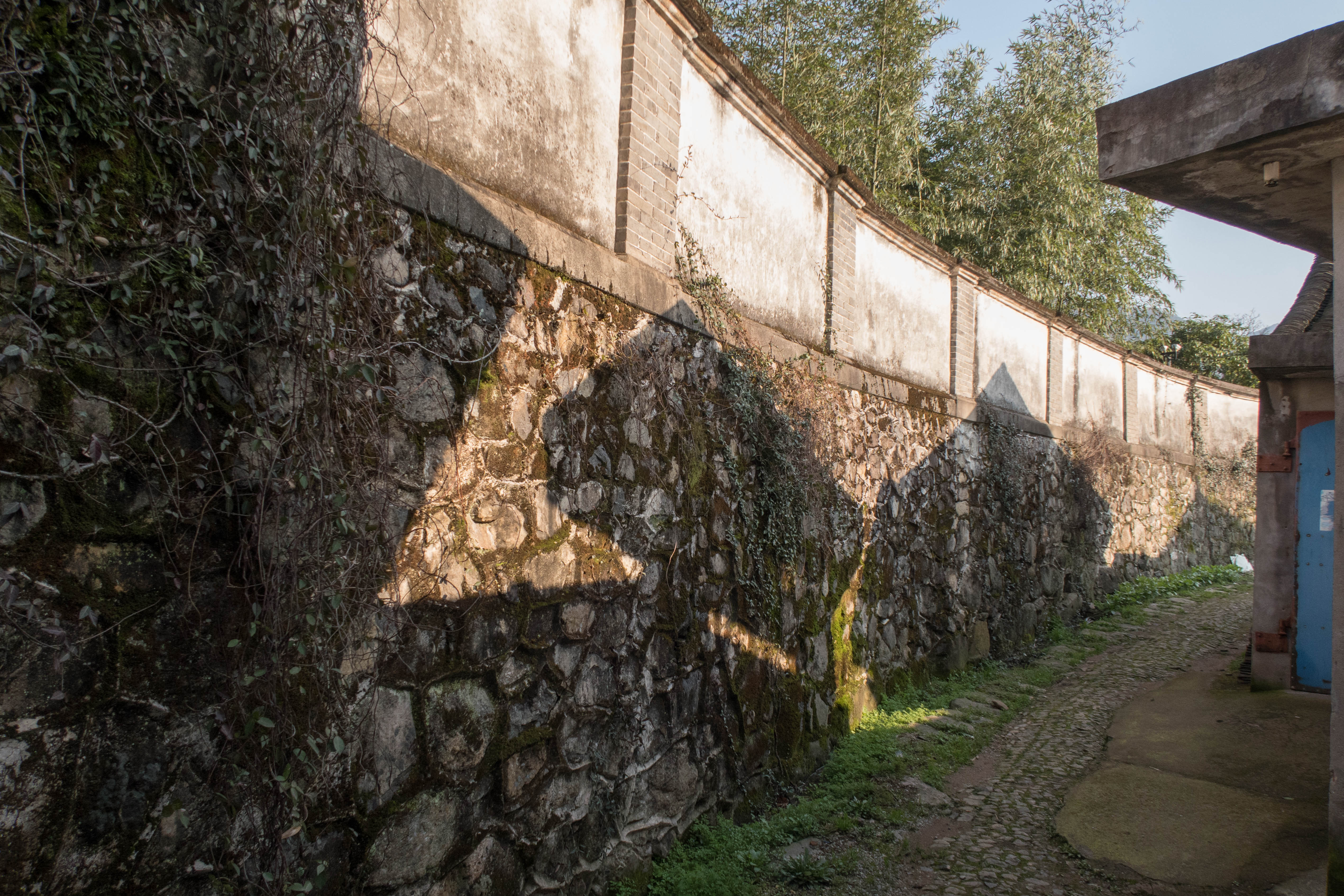
围墙
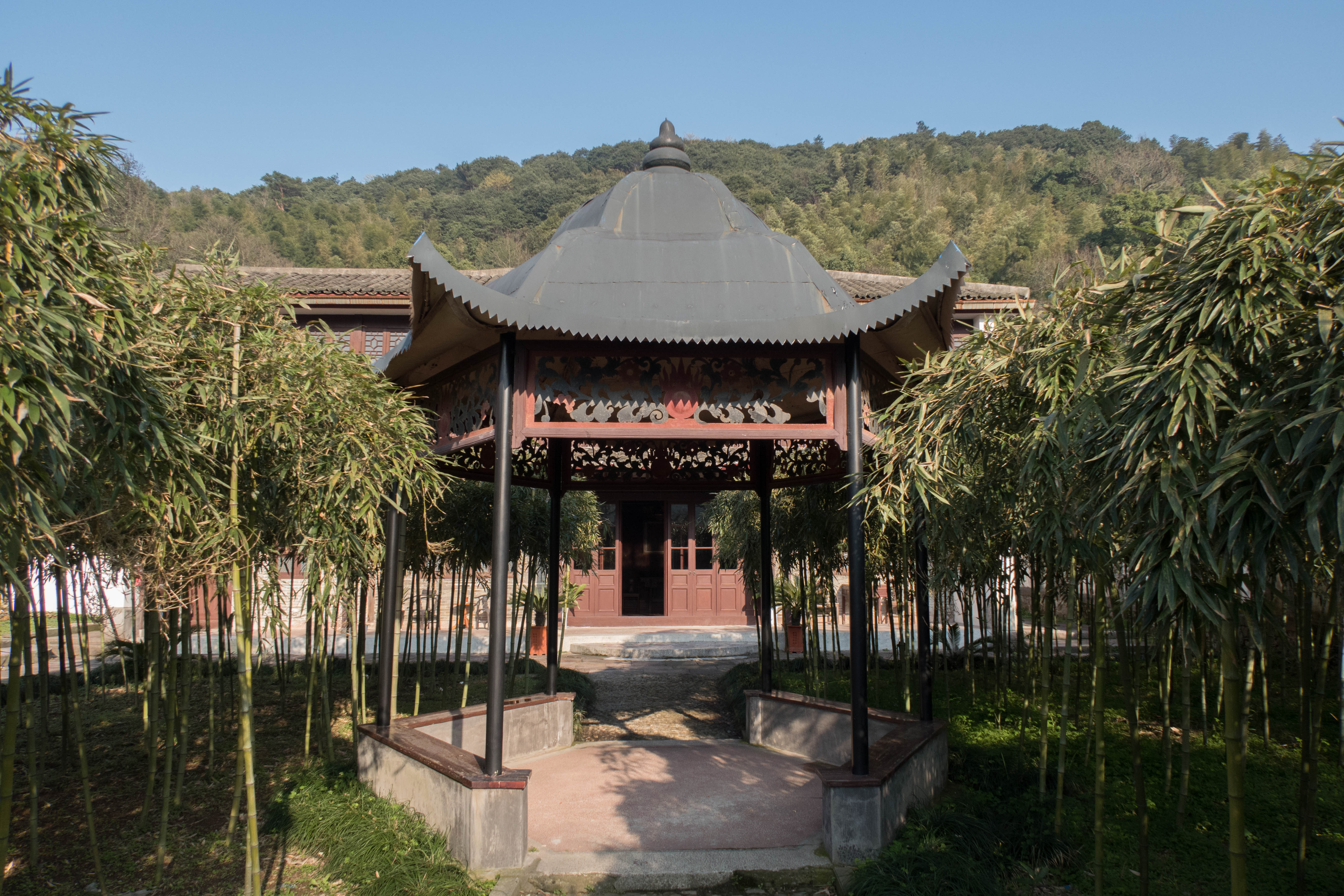
凉亭
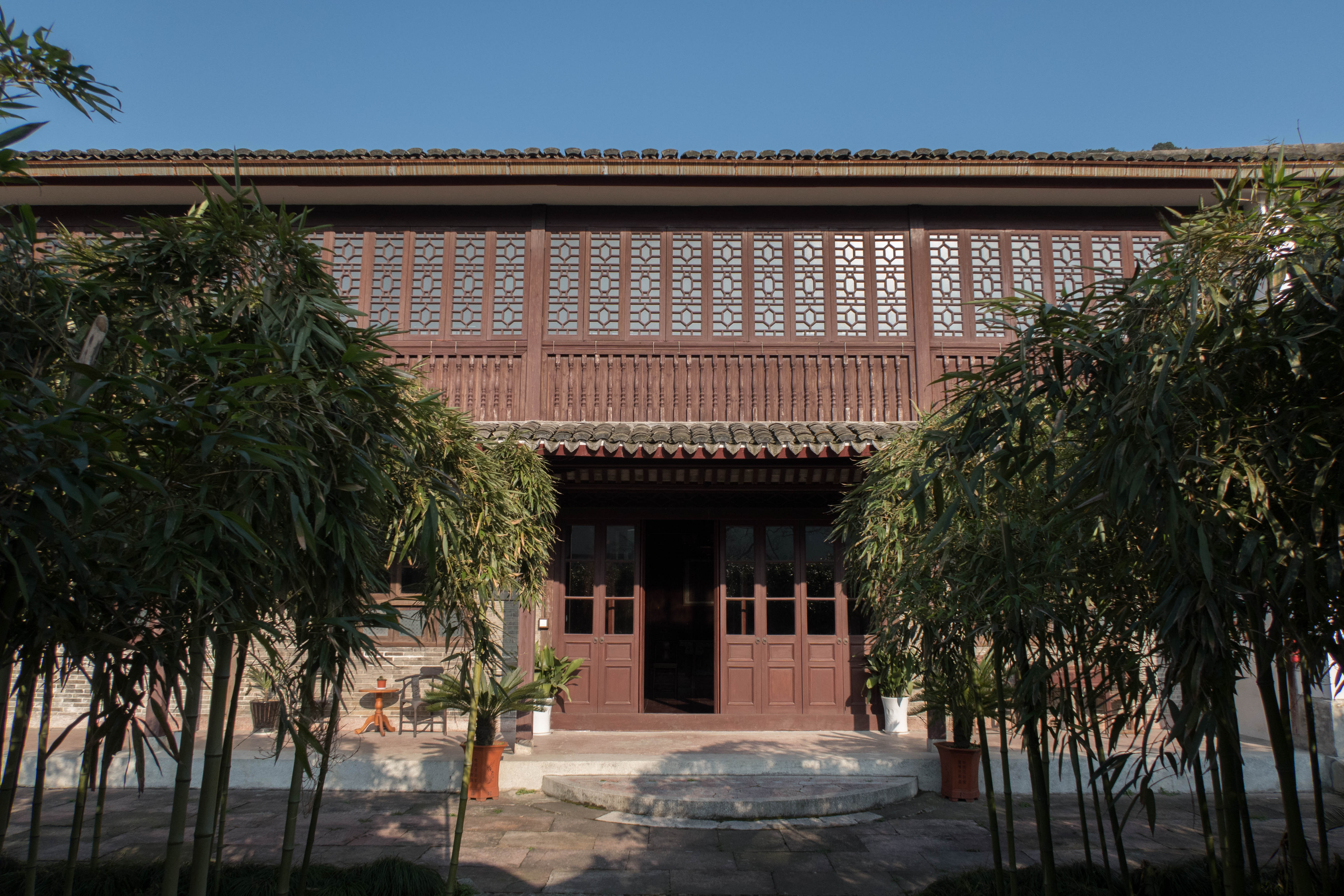
洋楼正面
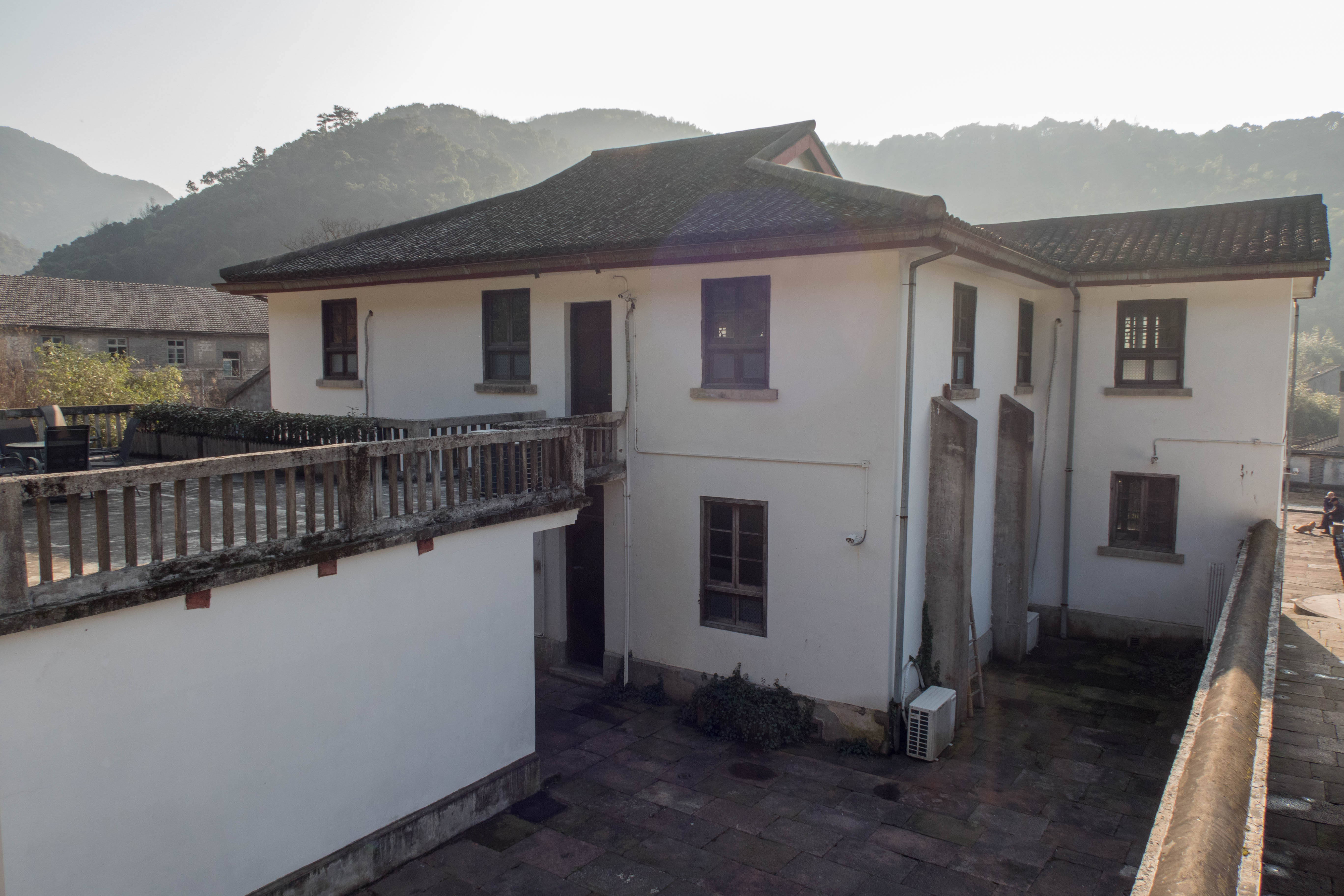
洋楼背面
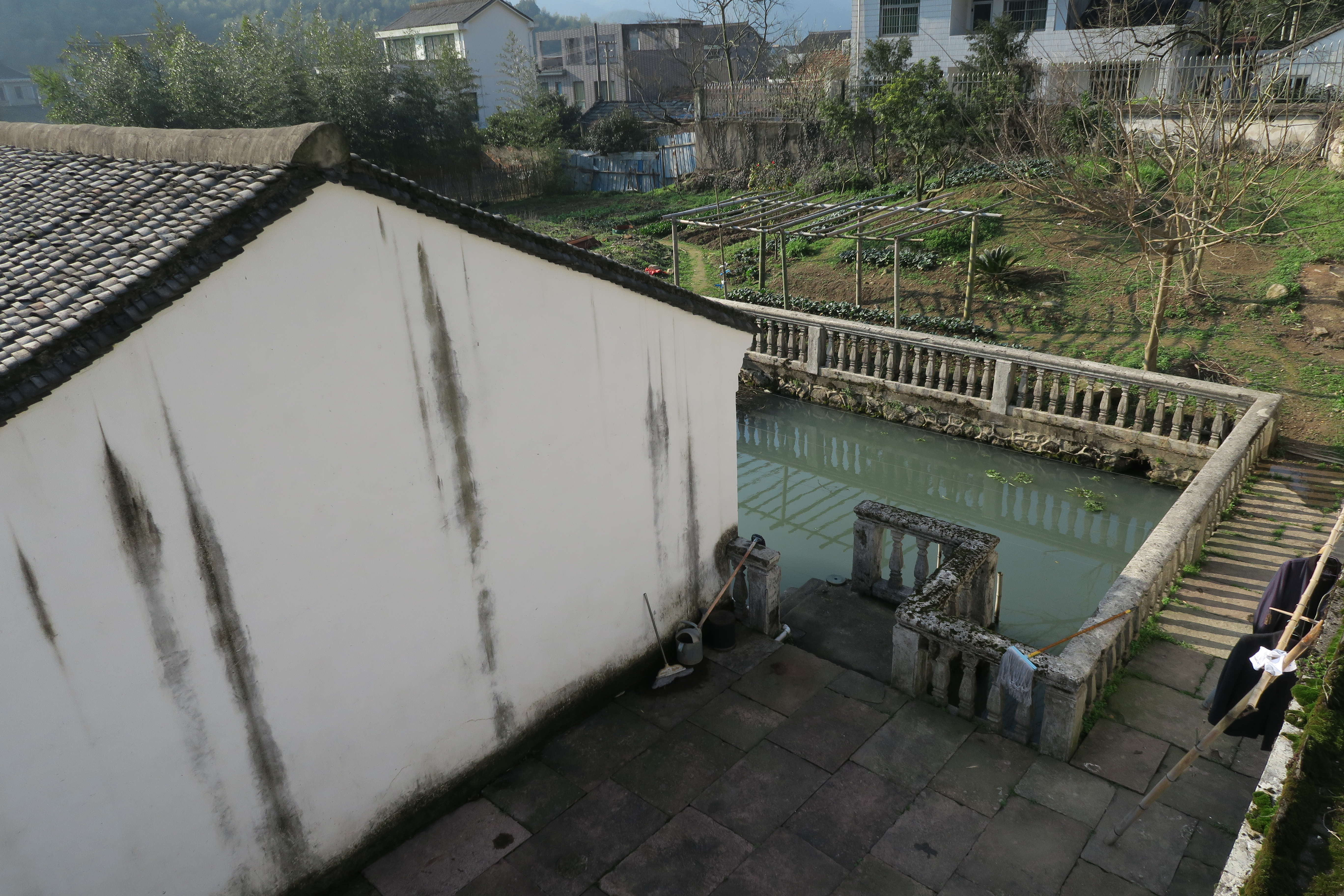
平屋和荷花池